# Microbotryum tragopogonis-pratensis
Espèce
Synonymes
- Bauhinus tragopogonis-pratensis (Pers.) R.T.Moore[1]
- Uredo tragopogonis-pratensis Pers. (basionyme)[1]
- Ustilago tragopogonis-pratensis (Pers.) Roussel[1]

Microbotryum tragopogonis-pratensis est une espèce de champignons basidiomycètes phytoparasites  de la famille des Microbotryaceae et du genre Microbotryum. Ce microchampignon européen provoque la maladie cryptogamique de la rouille sur les capitules des  Salsifis et notamment ceux de Tragopogon pratensis, le Salsifis des prés.

## Biologie
Pour un article plus général, voir Microbotryum.

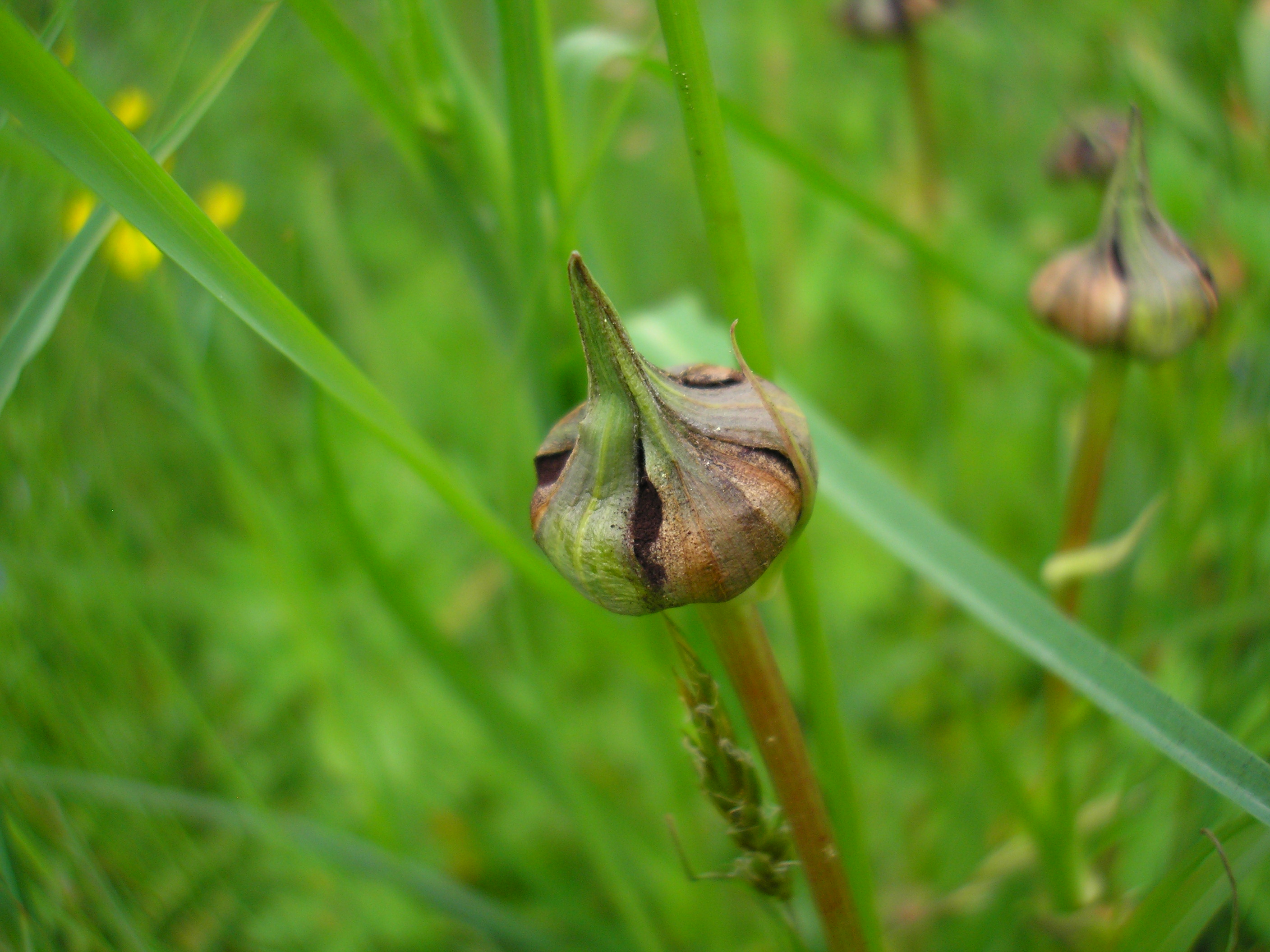
Microbotryum tragopogonis-pratensis dans le bouton floral d'un Salsifis des prés.

Comme d'autres espèces du genre Microbotryum, M. tragopogonis-pratensis prend le contrôle de son hôte en en transformant les boutons floraux pour produire une masse de spores noires à brun violacé confinée dans la fleur fermée. Les capitules sont alors raccourcis et renflés. Sa sporulation a lieu au printemps, et lorsque les bractées s'écartent, les spores sont dispersées par le vent ou la pluie. Atterries sur de la matière organique en décomposition, une phase végétative plus ou moins longue se met en place jusqu'à la réunion avec un partenaire compatible. Ensemble, ils produisent un autre type de spores, les téliospores, qui pénètrent dans un Salsifis sain. Une fois installées, elles émettent des hyphes qui colonisent et parasitent leur hôte jusqu'aux racines où le champignon passe l'hiver. Au printemps suivant, la plante a souvent une croissance anormalement démesurée et est un temps en avance dans son développement. Elle produit alors les capitules transformés en masse sporulante d'où se diffusent de nouvelles spores,,.

## Description

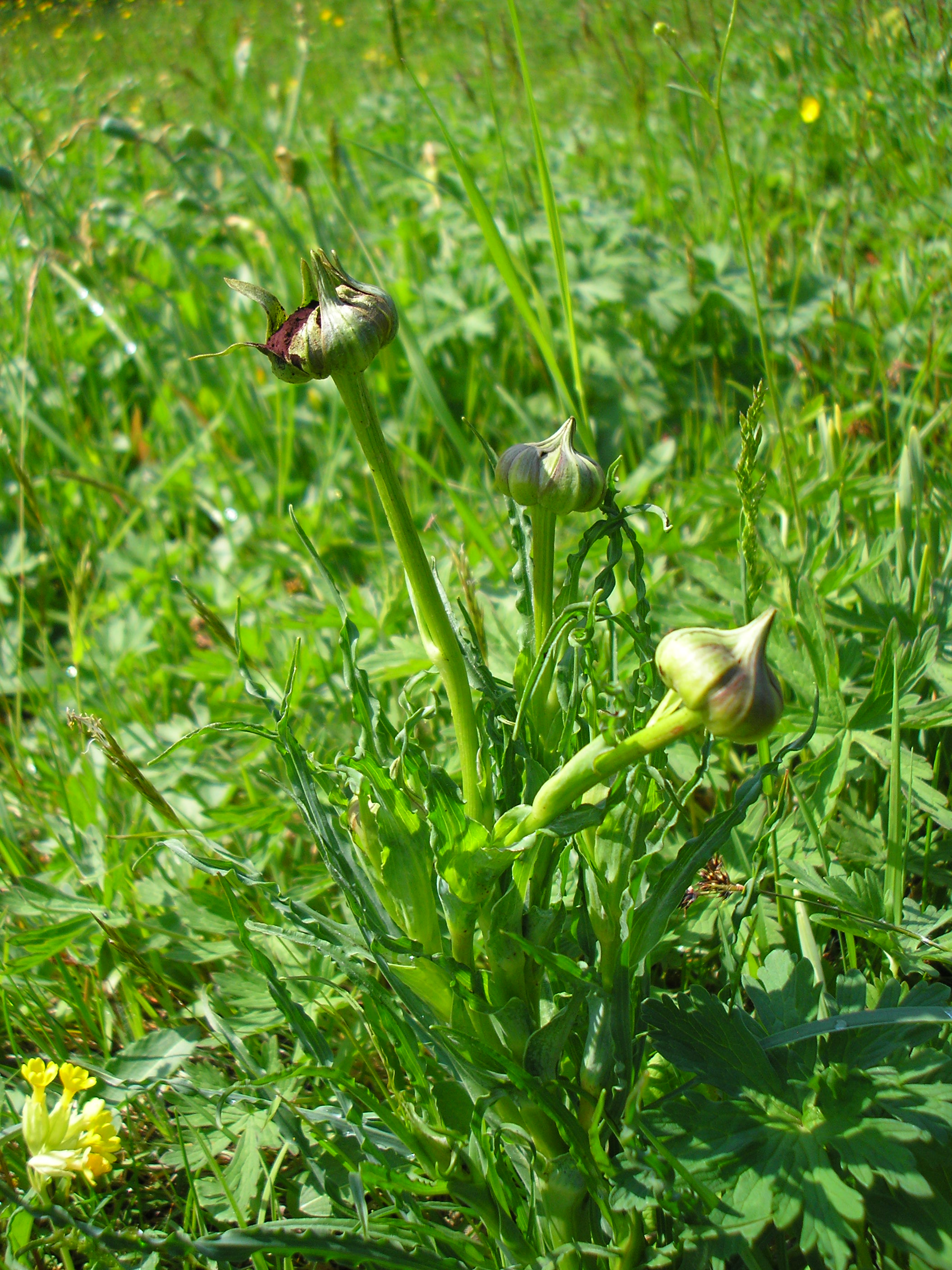
Microbotryum tragopogonis-pratensis dans le bouton floral d'un Salsifis des prés.

Les fructifications, nommées sores, produisent des spores noires à brun-violet, sphériques à ellipsoïdales qui mesurent de 13 à 19 μm de long pour 9 à 17 μm de large. Leur surface est réticulée grâce à un réseau de mailles,.

## Plantes hôtes
Microbotryum tragopogonis-pratensis est une espèce monophage principalement référencée sur Tragopogon pratensis et sa sous-espèce orientalis. Elle se rencontre plus rarement sur Tragopogon dubius, Tragopogon floccosus, Tragopogon graminifolius, Tragopogon porrifolius et sa sous-espèce longirostris ainsi que sur Tragopogon ucrainicus,. Une plante infectée ne produit ni fleurs ni graines.

## Répartition
Cette espèce est présente dans une majeure partie de l'Europe, en plaine comme en montagne,.

## Confusion possible
Microbotryum scorzonerae est une espèce morphologiquement et biologiquement proche inféodée aux genres Podospermum et Scorzonera.